# ناتالي وير
ناتالي وير (بالإنجليزية: Natalie Weir)‏ هي مصممة رقص أسترالية، ولدت في 1967 في تاونسفيل في أستراليا.